# Neumünster–Flensburg-vasútvonal
A Neumünster–Flensburg-vasútvonal egy normál nyomtávolságú, 101,5 km hosszúságú, 15 kV 16,7 Hz-cel villamosított vasútvonal Neumünster és Flensburg között Németországban.